# Македоника Неа (1958)
 Тази статия е за леринския вестник.  За солунския вижте Македоника Неа.  
„Македоника Неа“ (на гръцки: «Μακεδονικά Νέα», в превод Македонски новини) е гръцки вестник, издаван в град Лерин (Флорина), Гърция.

## История
Вестникът започва да излиза 23 април 1958 година, като ежедневник. Негов издател е критянинът Евангелос Алодианакис и на практика „Македоника Неа“ е наследник на предишния вестник на Алодианакис „Флорина“. Спира на 29 юни 1958 година.